# Ouve-Wirquin
Ouve-Wirquin és un municipi francès situat al departament del Pas de Calais i a la regió dels Alts de França. L'any 2007 tenia 536 habitants.

## Demografia

### Població
El 2007 la població de fet d'Ouve-Wirquin era de 536 persones. Hi havia 191 famílies de les quals 48 eren unipersonals (8 homes vivint sols i 40 dones vivint soles), 44 parelles sense fills, 91 parelles amb fills i 8 famílies monoparentals amb fills.
La població ha evolucionat segons el següent gràfic:
Habitants censats

### Habitatges
El 2007 hi havia 218 habitatges, 197 eren l'habitatge principal de la família, 9 eren segones residències i 11 estaven desocupats. Tots els 218 habitatges eren cases. Dels 197 habitatges principals, 158 estaven ocupats pels seus propietaris, 38 estaven llogats i ocupats pels llogaters i 2 estaven cedits a títol gratuït; 5 tenien dues cambres, 27 en tenien tres, 57 en tenien quatre i 108 en tenien cinc o més. 168 habitatges disposaven pel capbaix d'una plaça de pàrquing. A 84 habitatges hi havia un automòbil i a 87 n'hi havia dos o més.

### Piràmide de població
La piràmide de població per edats i sexe el 2009 era:
| Homes | Edats   | Dones |
| ----- | ------- | ----- |
| 0     | 95 o +  | 0     |
| 0     | 90 a 94 | 0     |
| 0     | 85 a 89 | 12    |
| 0     | 80 a 84 | 8     |
| 8     | 75 a 79 | 4     |
| 4     | 70 a 74 | 8     |
| 8     | 65 a 69 | 12    |
| 8     | 60 a 64 | 8     |
| 8     | 55 a 59 | 12    |
| 16    | 50 a 54 | 4     |
| 16    | 45 a 49 | 24    |
| 28    | 40 a 44 | 16    |
| 20    | 35 a 39 | 40    |
| 12    | 30 a 34 | 12    |
| 16    | 25 a 29 | 16    |
| 8     | 20 a 24 | 8     |
| 32    | 15 a 19 | 24    |
| 36    | 10 a 14 | 28    |
| 20    | 5 a 9   | 4     |
| 4     | 0 a 4   | 0     |

## Economia
El 2007 la població en edat de treballar era de 347 persones, 230 eren actives i 117 eren inactives. De les 230 persones actives 208 estaven ocupades (118 homes i 90 dones) i 22 estaven aturades (10 homes i 12 dones). De les 117 persones inactives 28 estaven jubilades, 41 estaven estudiant i 48 estaven classificades com a «altres inactius».

### Ingressos
El 2009 a Ouve-Wirquin hi havia 199 unitats fiscals que integraven 545 persones, la mediana anual d'ingressos fiscals per persona era de 14.388 €.

### Activitats econòmiques
Dels 8 establiments que hi havia el 2007, 1 era d'una empresa alimentària, 3 d'empreses de construcció, 2 d'empreses de comerç i reparació d'automòbils i 2 d'empreses d'hostatgeria i restauració.
Dels 6 establiments de servei als particulars que hi havia el 2009, 2 eren tallers de reparació d'automòbils i de material agrícola, 2 guixaires pintors, 1 lampisteria i 1 restaurant.
L'únic establiment comercial que hi havia el 2009 era una fleca.
L'any 2000 a Ouve-Wirquin hi havia 13 explotacions agrícoles que ocupaven un total de 384 hectàrees.

## Equipaments sanitaris i escolars
El 2009 hi havia una escola elemental integrada dins d'un grup escolar amb les comunes properes formant una escola dispersa.

## Poblacions més properes
El següent diagrama mostra les poblacions més properes.